# Idaea scintillans
Idaea scintillans är en fjärilsart som beskrevs av W. Warren 1898. Idaea scintillans ingår i släktet Idaea och familjen mätare. Inga underarter finns listade i Catalogue of Life.